# 杜诚 (1985年)
杜诚（1985年5月—），男，汉族，陕西高陵人，中华人民共和国政治人物。2012年6月加入中国共产党，2012年7月参加工作。现任中共藤县县委书记。中共二十大代表。